# Piper leptostachyum
Piper leptostachyum är en pepparväxtart som beskrevs av Nathaniel Wallich och Friedrich Anton Wilhelm Miquel. Piper leptostachyum ingår i släktet Piper och familjen pepparväxter. Inga underarter finns listade i Catalogue of Life.